# 文翎
文翎（1938年6月2日—），原名梁德標，籍貫廣東番禺，香港兒童文學作家。

## 生平
文翎童年於越南渡過，中學一年級後就輟學謀生，因工作枯燥而留戀學習生活，以致對閱讀產生興趣。
1957年，文翎到廣州升讀高中，畢業後在1960年就讀福建華僑大學中文系，1965年畢業，1979年定居香港。

## 作品
- 小說：
  - 《小靈精》
  - 《婆婆揀學校》
  - 《徵婚啟事》
  - 《「快樂人」之謎》
- 散文：
  - 《千里共嬋娟》